# Ceroxylon alpinum
Palmeira-da-cera, ou palma-branca, é o nome comum da espécie Ceroxylon alpinum Bonpl. ex DC., também frequentemente designada pelo seu sinónimo taxonómico Ceroxylon andicola Bonpl., uma palmeira nativa da região andina da América do Sul.
É uma das mais conhecidas espécies do género Ceroxylon, produzindo uma cera com utilização industrial.